# Heinrich Ordenstein

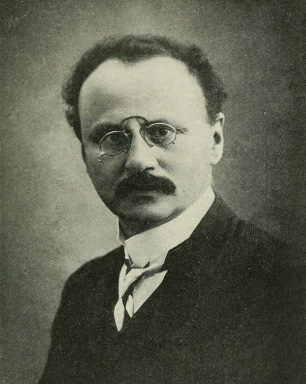
Heinrich Ordenstein

Heinrich Ordenstein (* 7. Januar 1856 in Offstein, Kreis Worms, Provinz Rheinhessen, Großherzogtum Hessen; † 22. März 1921 in Karlsruhe, Republik Baden) war ein deutscher Pianist und Musikpädagoge.

## Leben
Heinrich Ordenstein war der Sohn des Handelsmanns Moritz Ordenstein und seiner Frau Johanna. Seine Schwester Elisabeth starb 1854 zwei Tage nach ihrer Geburt. Heinrich Ordenstein ging in Worms zur Schule. Seinen ersten Klavierunterricht erhielt er im Alter von sieben Jahren. Mit zwölf Jahren wurde er Mitglied des Wormser Musikvereins. Von 1871 bis 1875 studierte er am Konservatorium Leipzig. Neben seiner Konzerttätigkeit als Solist ging er nach dem Studium als Klavierbegleiter auf Tournee. Nach einem zweijährigen weiterführenden Studium in Paris reiste er wieder als Solist durch Deutschland. 1879 bis 1881 unterrichtete er am Mädchenpensionat der Gräfin Lilla Rehbinder, dem späteren Victoriapensionat, in Karlsruhe. Nach einer halbjährigen Unterrichtstätigkeit in Frankfurt wechselte er als Lehrer für Oberklassen an die Neue Akademie für Tonkunst in Berlin. 1884 kehrte er nach Karlsruhe zurück und gründete mit Unterstützung der Großherzogin Luise von Baden das Conservatorium für Musik in Karlsruhe. Das Institut widmete sich der Ausbildung von Laien als auch von Berufsmusikern und Lehrern. Es erlangte rasch internationale Bekanntheit und hatte Schüler aus vielen Ländern. 1893 wurde der Name in Großherzogliches Conservatorium für Musik in Karlsruhe geändert, das er mit eigenem Kapital, vermutlich aus einer Erbschaft seines Offsteiner Großvaters Hona Ordenstein mitfinanzierte. Neben seiner Solistentätigkeit hielt er auch an der Technischen Hochschule Karlsruhe Vorlesungen. 1907 erfolgte seine Ernennung zum Hofrat. Das Grundstück in der Sofienstraße, auf welchem sich sowohl das Konservatorium als auch sein privates Wohnhaus befand, schenkte er anlässlich der Vereinigung der Karlsruher Musikbildungsanstalt mit dem Konservatorium der Stadt Karlsruhe. Dies sicherte das Fortbestehen der Einrichtung aus der 1955 das Badische Konservatorium und die Musikhochschule hervorgingen. 1921 starb er an Herzversagen.

## Werke (Auswahl)
- mit Carl Raphael Hennig (1845–1914): Sammelwerke für Gesangvereine und Schulen, Hesse, Leipzig, 1889 OCLC 1069009133
- Trauerrede auf den verewigten Großherzog Friedrich I. von Baden gehalten in der Trauerfeier des Großherzoglichen Konservatoriums zu Karlsruhe am 3. Nov. 1907, Thiergarten, Karlsruhe, 1907 OCLC 756367826
- Musikgeschichte der Haupt- und Residenzstadt Karlsruhe bis zum Jahre 1914 : [Sonderabdruck aus der Festschrift zur Erinnerung an das 200jährige Bestehen der Stadt Karlsruhe], 1915 OCLC 313480866 Musikgeschichte der Haupt- und Residenzstadt Karlsruhe bis zum Jahre 1914, C.F. Müller, Karlsruhe, 1916 OCLC 252362223

## Gedenken

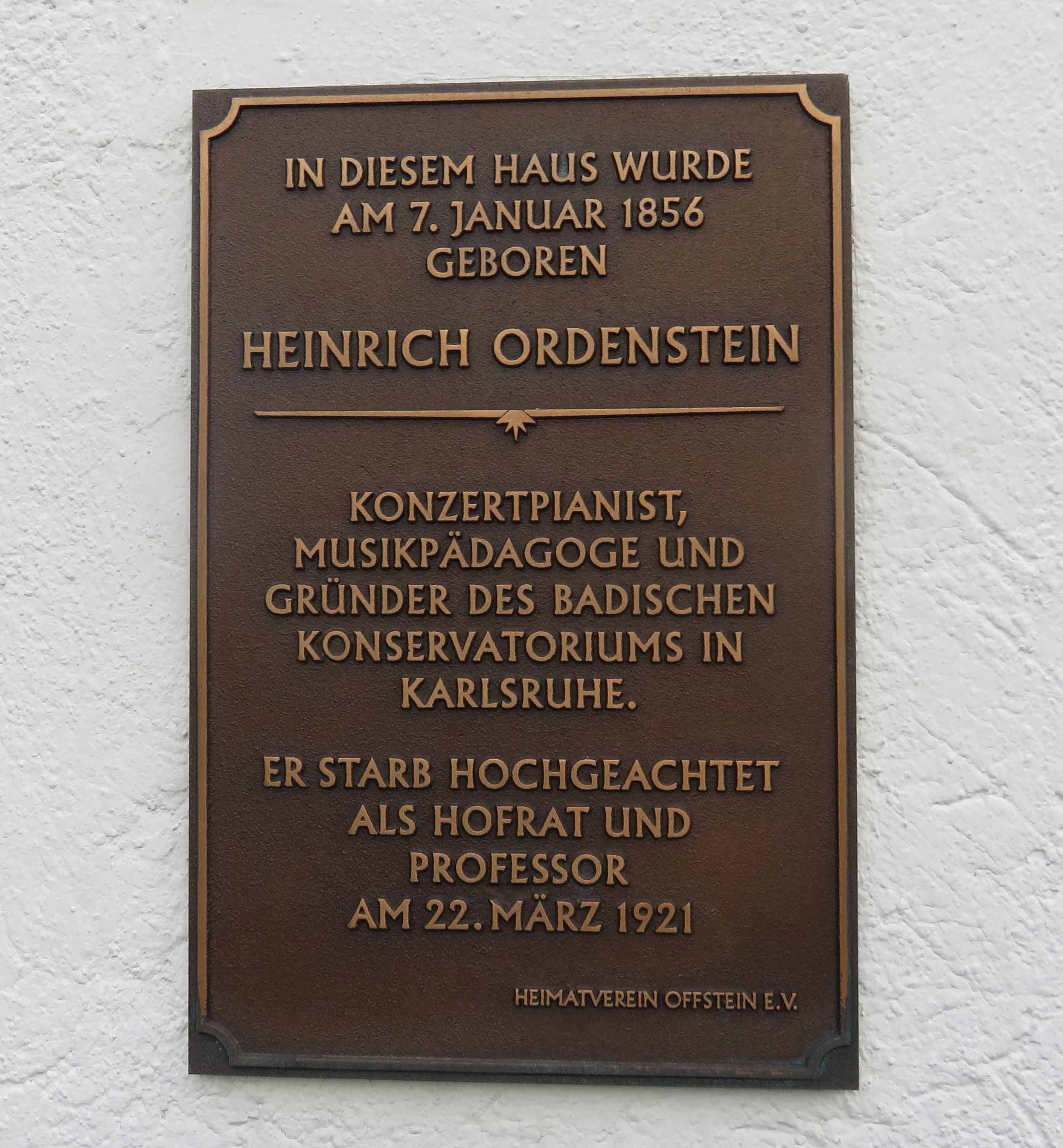
Gedenktafel

Der Komponist Salomon Jadassohn widmete ihm 1898 sein Menuett für Klavier op. 62. Nach Heinrich Ordenstein wurde der Konzertsaal des Badischen Konservatoriums benannt. Der Heimatvereins Offstein e.V. enthüllte in einer Feierstunde am Geburtshaus von Heinrich Ordenstein eine Gedenktafel. Nordöstlich wurde 2011 am Ortsrand von Offstein eine Straße nach Heinrich Ordenstein benannt.

## Digitalisate
1. ↑  Menuett als Digitalisat in der Staatsbibliothek Berlin